# Cantón de El Guarco
El Guarco es el cantón octavo de la provincia de Cartago, Costa Rica. 
La ciudad cabecera es El Tejar, que se localiza aproximadamente a 2 kilómetros al suroeste de la ciudad de Cartago, en el Valle de El Guarco, por lo que forma parte de la conurbación de Cartago.

## Toponimia
El nombre del cantón es en memoria del cacique huetar El Guarco, que habitó en la región. 

## Historia
En la época precolombina el territorio que actualmente corresponde al cantón de El Guarco estuvo habitado por indígenas del llamado reino huetar de Oriente, que eran dominios del cacique Guarco, quien murió antes o a principios de la Conquista, asumiendo el cacicazgo su hijo Correque. El pueblo Tobosi es anterior a la llegada de los españoles.
Don Juan de Cavallón, en 1561, envió una expedición al mando de don Ignacio de Cota, quien descubrió el valle de El Guarco. El conquistador don Juan Vázquez de Coronado, en junio de 1563, efectuó un reconocimiento de este valle con el propósito de comprobar las referencias favorables que le había suministrado don Juan de Illanes de Castro sobre el sitio; y escoger el lugar para trasladar la población de Garcimuñoz, que se había fundado en el valle de Santa Ana. Fue así como trazó los linderos para el nuevo asentamiento, que se ubicó entre los ríos Coris y Purires, el cual denominó Ciudad de Cartago, por llamarse esta provincia, en esa época, Nuevo Cartago y Costa Rica. En marzo del año siguiente, los habitantes de Garcimuñoz, dada las condiciones desfavorables de ese sitio se trasladaron al nuevo lugar. Este poblado luego se llamó Ciudad de Lodo, debido al terreno arcilloso y a las constantes inundaciones, que originaban grandes lodazales.
En el repartimiento de indios efectuada por don Perafán de Ribera en 1569, Tobosi aparecía dividido en Guayacacic con 50 nativos y Tobosi con 100; encomiendas de don Juan de Zárate y Juan de Cárdenas, respectivamente. En 1572 don Perafán decidió pasar a la población de Cartago, localizada entre los ríos Coris y Purires, al llano de Mata Redonda, en el actual cantón de San José. En la visita efectuada a la provincia por Monseñor don Pedro Agustín Morel de Santa Cruz, Obispo de Nicaragua y Costa Rica, en 1751, Tobosi, cuyo titular es San Juan, tenía catorce casas formando cuatro calles que daban a la plaza, diecisiete familias, y cuarenta y siete personas. Hasta el año de 1613 Tobosi dependió de Barva, en que fue agregado a Cartago.
La primera ermita de la región se construyó entre 1570 y 1581. En 1900 se iniciaron las gestiones para edificar una iglesia y una casa cural, en el barrio La Concepción, actual ciudad de El Tejar. Durante el episcopado de Monseñor don Juan Gaspar Stork Werth, tercer Obispo de Costa Rica, en el año de 1914, se erigió la Parroquia, dedicada a la Inmaculada Concepción, la cual actualmente es sufragánea de la Arquidiócesis de San José, de la provincia Eclesiástica de Costa Rica. En decreto de la Santa Sede, emitido por el papa Juan Pablo II, el 6 de julio de 1985, se le otorgó a la Parroquia de El Guarco el título de Basílica; la cual se consagró el 15 de diciembre del mismo año.
En ley No 63 de 4 de noviembre de 1825, Tobosi constituyó un pueblo del distrito Cartago del Departamento Oriental uno de los dos en que se dividió, en esa oportunidad el territorio del Estado. El 18 de octubre de 1915, se promulgó la ley n.º 20, sobre división territorial para efectos administrativos, en la que aparecen los barrios Concepción, San Isidro, Tobosi y El Tablón conformando el distrito sétimo del cantón de Cartago.
En la división territorial escolar de 1886, aparecen como distritos escolares Concepción —actual ciudad de El Tejar— y Tobosi, asignados con los números cinco y catorce, respectivamente, dentro del cantón de Cartago.
La primera escuela se construyó en 1894, durante la administración de don José Joaquín Rodríguez Zeledón, y actualmente lleva el nombre de Escuela Ricardo Jiménez Oreamuno.
El Colegio Elías Leiva Quirós inició sus labores docentes en marzo de 1970, bajo el gobierno de José Joaquín Trejos Fernández.
En 1923 se iniciaron gestiones para instalar la cañería y dos años después para el alumbrado eléctrico y el telégrafo, en el segundo gobierno de don Ricardo Jiménez Oreamuno.
El 3 de febrero de 1941 se llevó a cabo la primera sesión del Concejo de El Guarco, integrado por los regidores propietarios, señores Antonio Rojas Camacho, Presidente; Jesús Ortiz Monge, Vicepresidente; y Emilio Granados Granados. El Secretario Municipal fue don Carlos Leiva Leiva y el Jefe Político don Rafael Ángel Alfaro Brenes.
En la División Territorial Administrativa publicada en 1942, por la Dirección General de Estadística, aparece El Tejar como Villa. 
Posteriormente, el 16 de agosto de 1969, en la administración de don José Joaquín Trejos Fernández, se decretó la ley n.º 4379, que le confirió a la villa la categoría de Ciudad.

### Cantonato
El cantón de El Guarco fue creado por ley 195 de 26 de julio de 1939, como número ocho de la provincia de Cartago, con cuatro distritos. Se designó como cabecera el barrio de El Tejar.
El Guarco procede del cantón de Cartago, establecido este último en ley n.º 36 de 7 de diciembre de 1848.
Posteriormente, mediante Ley 19880-C del 9 de mayo de 1990, El Guarco fue declarado como cantón de interés histórico cultural.

## Ubicación
Se ubica básicamente a lo largo de las primeras estribaciones de la cordillera de Talamanca, en su vertiente del Mar Caribe, siendo este sistema montañoso una divisoria de aguas natural.
Sus límites son:
- Norte: Cartago
- Sur: Desamparados  y Dota
- Oeste: Cartago y Desamparados
- Este: Cartago

## Geografía
Cantón de El Guarco cuenta con un área de 172 km² y una altitud media de 1939 m s. n. m.
Cuenta con una forma alargada, ligeramente rectangular.
La anchura máxima es de treinta y tres kilómetros, en dirección noroeste a sureste, desde el sector norte de villa Tobosi hasta unos 2.800 metros al sureste del poblado Ojo de Agua, sobre la ruta 2 (carretera Interamericana), que une las ciudades de El Tejar y San Isidro de El General.

## División administrativa
El cantón consta de cuatro distritos:
1. El Tejar
2. San Isidro
3. Tobosi
4. Patio de Agua

## Demografía
Para el año 2022, Cantón de El Guarco cuenta con una población estimada de 47 375 habitantes, y para el último censo efectuado, en 2011, Cantón de El Guarco contaba con una población de 41 793 habitantes.
El Tejar concentra poco más del 65% de la población total del cantón.
De acuerdo al censo nacional del 2011, la población del cantón es de 41.793 habitantes, de los cuales el 2,8% nació en el extranjero. El mismo censo destaca que había 10.831 viviendas ocupadas, de las cuales, el 73,2% se encontraba en buen estado y había problemas de hacinamiento en el 2,5% de las viviendas. El 87,7% de sus habitantes vivían en áreas urbanas.
Entre otros datos, el nivel de alfabetismo del cantón es del 98,4%, con una escolaridad promedio de 8,3 años.
El censo nacional de 2011 detalla que la población económicamente activa se distribuye de la siguiente manera:
- Sector Primario: 12,1%
- Sector Secundario: 28,7%
- Sector Terciario: 59,2%

## Cultura

### Deportes
El deporte más destacado es el boxeo olímpico. El Guarco ha sido dos veces Campeón de Juegos Deportivos Nacionales (2007 y 2009). En las últimas ediciones de las Justas Nacionales El Guarco ha llevado equipos de atletismo, ciclismo, boxeo, taekwondo y tenis de mesa.
Municipal Guarco es el equipo de fútbol que representa este cantón, juega actualmente en la Primera División de LINAFA (correspondiente a la Tercera División de Costa Rica).